# Gare de La Penne-sur-Huveaune
La gare de La Penne-sur-Huveaune est une gare ferroviaire française de la ligne de Marseille-Saint-Charles à Vintimille (frontière) située sur le territoire de la commune de La Penne-sur-Huveaune, dans le département des Bouches-du-Rhône en région Provence-Alpes-Côte d'Azur. La gare est située un peu à l'écart du centre de La Penne-sur-Huveaune, près de l'autoroute Marseille - Aubagne.
Elle est mise en service en 1858 par la Compagnie des chemins de fer de Paris à Lyon et à la Méditerranée (PLM). C'est une halte ferroviaire de la Société nationale des chemins de fer français (SNCF), desservie par des trains TER Provence-Alpes-Côte d'Azur.

## Situation ferroviaire
La gare de La Penne-sur-Huveaune est située au point kilométrique (PK) 12,448 sur la voie ferrée de la ligne de Marseille-Saint-Charles à Vintimille (frontière), entre la gare de Saint-Marcel, dont elle était séparée par la gare fermée de Saint-Menet, et la gare d'Aubagne, dont elle était séparée par la gare fermée de Camp-Major.
La ligne à double voie est ici bordée par une voie de desserte, située du côté du bâtiment voyageurs. Cette troisième voie, qui se poursuit sur plusieurs kilomètres, comportait plusieurs embranchements particuliers desservant des établissements industriels locaux (certains encore visibles), mais est actuellement inutilisée et abandonnée.

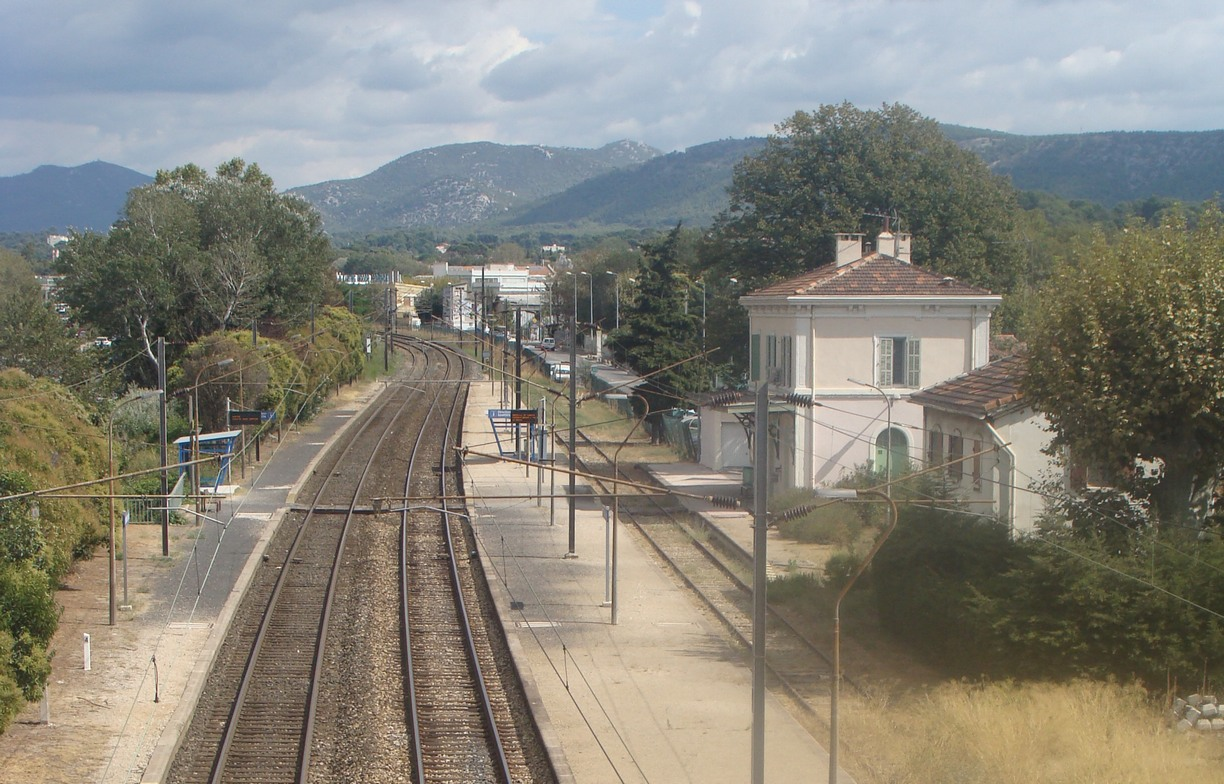
Vue d'ensemble de la gare (photo prise en direction de l'est)

## Histoire
La gare de La Penne est inscrite dans le projet définitif de la ligne de Marseille à Toulon concédée à la Compagnie des chemins de fer de Paris à Lyon et à la Méditerranée (PLM). Dans son rapport du 25 juillet 1857, l'ingénieur en chef du contrôle des travaux Guillaume indique qu'elle sera encadrée par les gares, ou stations, de Saint-Menet et Camp-Major. La gare est mise en service le 25 octobre 1858, lors de l'ouverture de la section de Marseille à Aubagne. Elle est de type standard PLM Sud pour une station de 3e classe première version. Quatrième station de la ligne, elle est située sur le territoire de la commune de La Penne-sur-Huveaune, qui compte 1 935 habitants.
Elle figure dans la nomenclature 1911 des gares, stations et haltes, de la Compagnie des chemins de fer de Paris à Lyon et à la Méditerranée, c'est une station nommée La Penne. Elle porte le no 18 de la section de Paris à Marseille et à Vintimille. C'est une station ouverte au service complet de la grande vitesse « à l'exclusion des chevaux chargés dans des wagons-écuries s'ouvrant en bout et des voitures à 4 roues, à deux fonds et à deux banquettes dans l'intérieur, omnibus, diligences, etc. », ce service n'est disponible qu'à certaines périodes affichées dans la station. Il n'y a pas de service de la petite vitesse (PV).
À partir de 2009, la gare fait l'objet de nombreux travaux dans le réaménagement de la ligne entre la Blancarde et Aubagne avec notamment la création d'une passerelle permettant l'accès aux quais mise en service le 28 février 2011 mais également l'aménagement d'un nouveau quai côté bâtiment voyageur

## Fréquentation
De 2015 à 2023, selon les estimations de la SNCF, la fréquentation annuelle de la gare s'élève aux nombres indiqués dans le tableau ci-dessous.
| Année               | 2015   | 2016   | 2017   | 2018   | 2019   | 2020   | 2021   | 2022   | 2023   |
| ------------------- | ------ | ------ | ------ | ------ | ------ | ------ | ------ | ------ | ------ |
| Nombre de voyageurs | 53 456 | 66 088 | 75 227 | 65 286 | 68 514 | 46 980 | 56 921 | 68 340 | 59 243 |

## Service des voyageurs

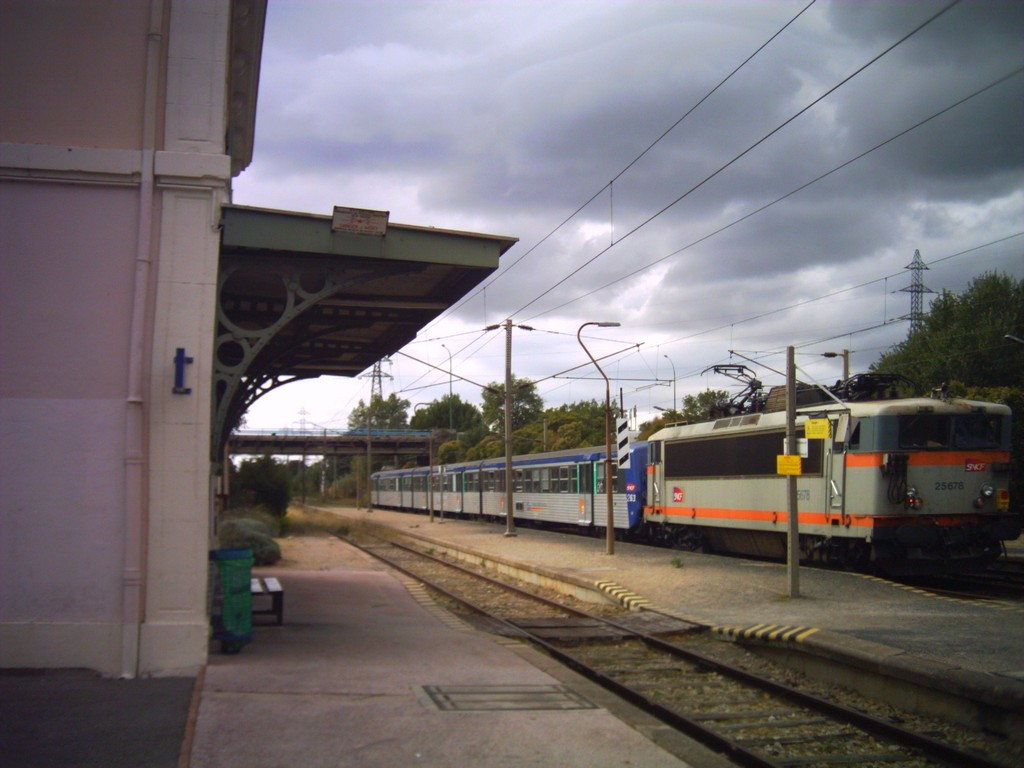
L'intérieur de la gare, départ d'une rame réversible en direction de Marseille.

### Accueil
Halte SNCF, c'est un point d'arrêt non géré (PANG) à accès libre. Elle est équipée d'automates pour l'achat de titres de transport et d'afficheurs numériques légers pour les prochains départs et informations conjoncturelles (travaux, perturbations…).

### Desserte
La Penne-sur-Huveaune est desservie chaque jour par des trains TER PACA assurant la liaison entre Marseille-Saint-Charles et Aubagne et entre Marseille-Saint-Charles et Toulon.

### Intermodalité
Un parking est disponible. La gare est desservie par les réseaux Lignes de l'agglo (lignes 4 et 6) et « lecar » (ligne 240).

## Galerie de photographies

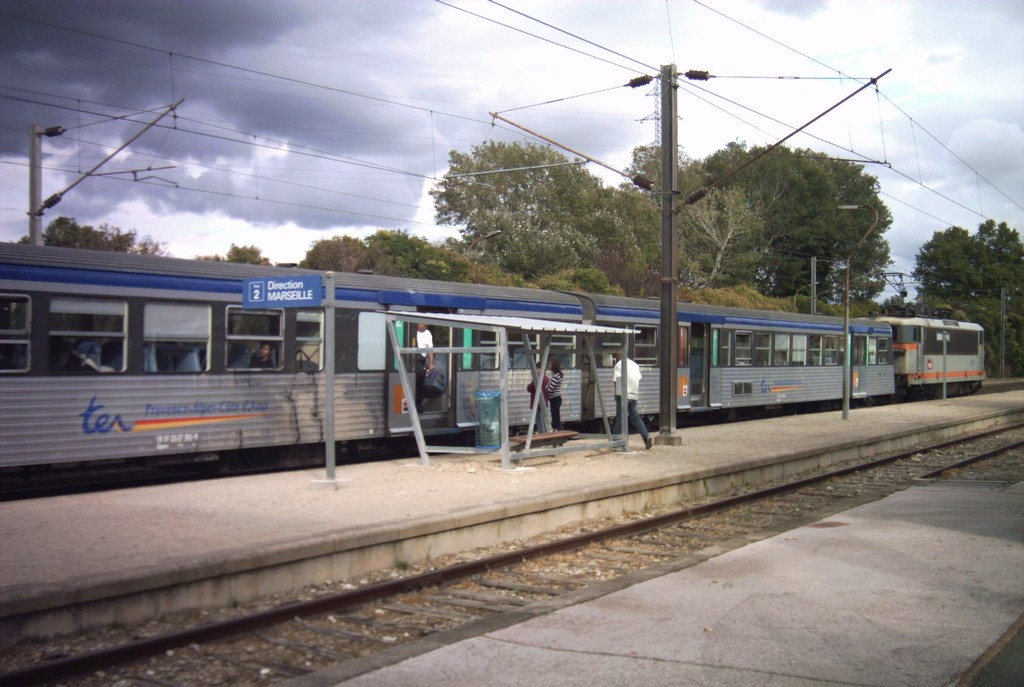
Une rame réversible se dirigeant vers Marseille marque l'arrêt en gare (loco BB 25500 en queue).
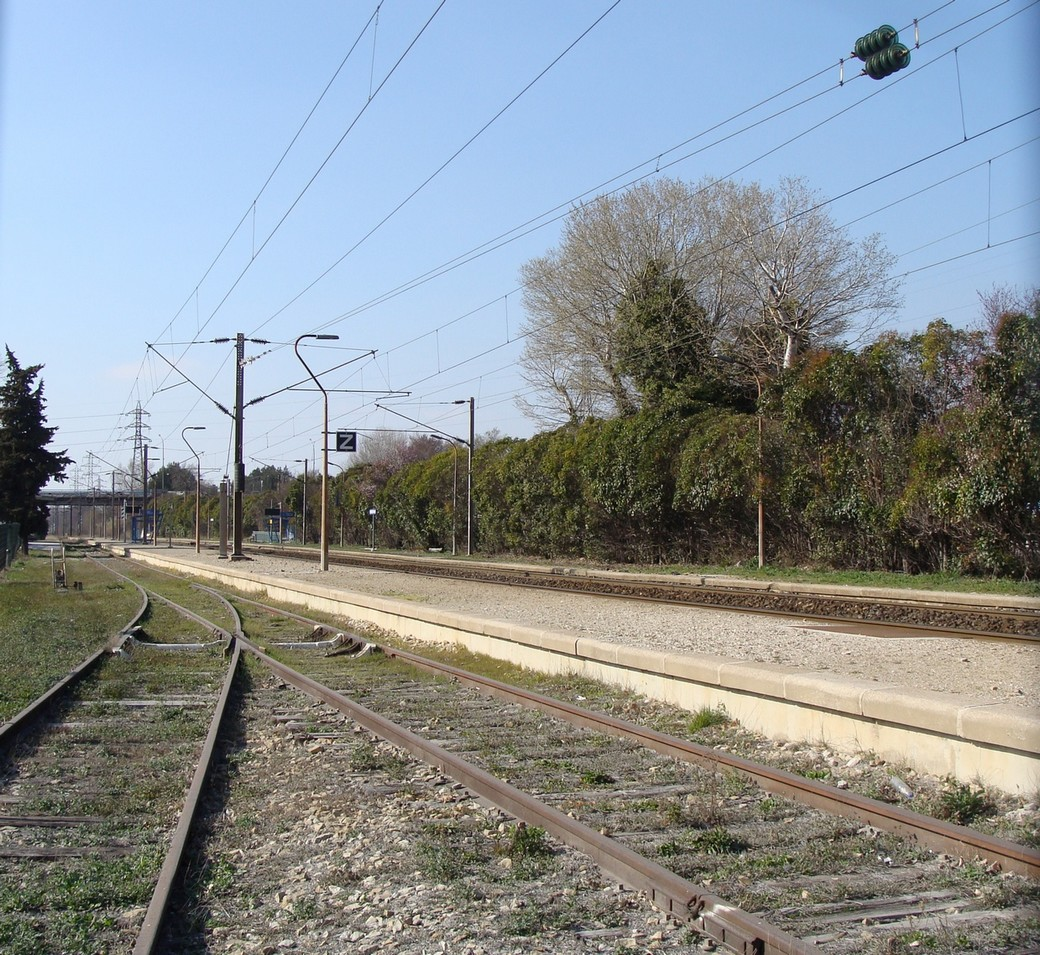
Un embranchement particulier (désaffecté) sur la voie de desserte locale.
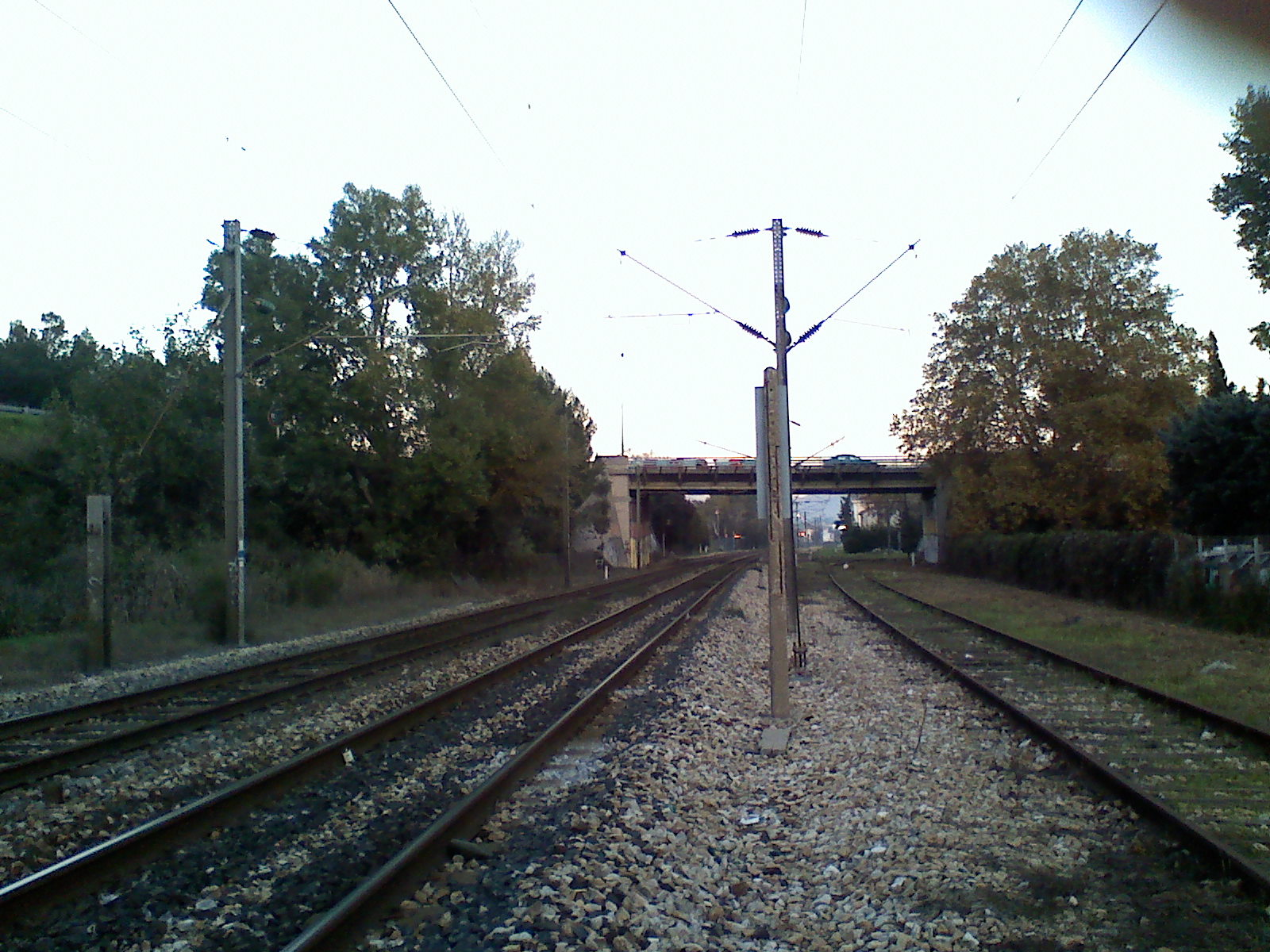
Le chemin de fer vers la gare.